# 于丹
于丹（1965年6月28日—），北京人，祖籍浙江余姚，中國古代文學碩士、影視學博士，北京師範大學藝術與傳媒學院院長助理、影視傳媒系系主任、碩士生導師。曾就读于北京四中，本科就读于北京职业技术师范学院（现北京联合大学），硕士博士就读于北京师范大学。現為中國電視藝術家協會會員，中國視協高校藝術委員會秘書長、中國視協理論研究會特邀研究員、中國中央電視臺研究處客座研究員、中國新聞研究會、中國廣播電視學會主持人研究會、中國廣播電視學會法制節目委員會常務評委、澳大利亞新聞集團首席顧問。現任北京電視臺首席策劃顧問，並在北京师范大學廣播學院電視學研究生班固定授課。其父为中华书局副总经理于廉。
2009年，《于丹〈论语〉心得》入选中国图书商报社和中国出版科学研究所联合主办评选的“新中国60年中国最具影响力的600本书”。

## 生平
1988年開始從事影視創作及研究工作，曾擔任大型專題片撰稿人，包括：
- 《在共和國史冊上》（中央電視臺，1989年）
- 《太陽照常升起》（中央電視臺，1992年）
- 《香港滄桑》（中央電視臺，1996年，獲得1997年中國電視專題片優秀獎）

1990年以來，為中央電視臺擔任撰稿人，曾獲1994年、1996年星光獎最佳撰稿獎，欄目包括：
- 《正大綜藝》
- 《中國報道》
- 《環球》

1999年以來，擔任中央電視臺欄目策劃，欄目包括：
- 《東方時空》
- 《社會經緯》
- 《今日說法》
- 《精品賞析》
- 《電視你我他》
- 《新聞調查》
- 《對話》
- 《藝術人生》

同時擔任中央電視臺《城市之間》欄目策劃、導演，中央電視臺教科文頻道策劃顧問，光線傳播中心《中國娛樂報導》欄目總策劃。並擔任1993年中央電視臺青少部春節晚會《紅紅火火迎大年》的策劃人與撰稿人。
曾先後為遼寧、河北、浙江、安徽、貴州、湖南、湖北、江西、河南、山東等20多家省級電視臺及為青島、大連、瀋陽、長沙、武漢等20多家市級電視臺進行業務培訓。
2012年11月17日晚，北京大学剧院邀请昆曲大师张洵澎、岳美缇、汪世瑜、张继青、石小梅、王芳演唱昆曲，主办方皇家粮仓负责人王翔邀请于丹作总结，一度传出议论风波。事后根据当时在场的艺术家、观众以及主办方的采访报道，证实并未发生恶言轰下事件，于丹也发微博表示：请不要误会北大学子。

## 學術成就
1995年開始從事影視教學與研究工作，曾獲1996年度北京市優秀教學獎，2000年度北京市高校青年教師基本功比賽一等獎第一名，2001年度中國寶鋼教育基金優秀教師獎，曾在《中國社會科學》、《現代傳播》等國家級刊物上發表多篇文章。

## 作品
- . 北京市: 中华书局. ISBN 9787802192263 （中文（中国大陆））.

2009年，《于丹〈论语〉心得》入选中国图书商报社和中国出版科学研究所联合主办评选的“新中国60年中国最具影响力的600本书”。
- . 北京市: 中华书局. ISBN 9787101053982 （中文（中国大陆））.
- . 北京市: 中华书局. 2007. ISBN 9787101059243 （中文（中国大陆））.

### 议论
由於于丹所讲解都使用白话文，且语言活靈活現，使以前许多没有直接接触《论语》、《庄子》的人从中受益。當代哲学家李泽厚也在采访中说：“于丹是精英和平民之间的桥梁”，对于普及儒家文化有较大贡献。
正由于于丹讲述自己的心得，导致其演讲中加入了许多个人的感受和体会，其中一些被学者认为是过于牵强附会。
于丹在2006年十一長假期間在《百家講壇》連續七天解讀自己对于《論語》的诠释，大受好評。不過，于丹的講解也引發不少爭議，多人認為她的講解錯漏百出。
2007年春節，于丹又從年初一到年初十連講10天的《〈莊子〉心得》；同年十一黃金周，于丹又连讲7天的《遊园惊梦·崑曲之美》。
2007年3月2日，天涯論壇出現了一篇題為《我們為什麼要將反對于丹之流進行到底》的帖子，發起人為中山大學博士徐晉如，文中言辭激烈，甚至要求于丹從《百家講壇》中下課，並向電視觀眾道歉。在帖子的結尾，包括中山大學博士生劉根勤、清華大學博士生王曉峰、暨南大學博士生周韜、中山大學副教授朱崇科以及北京師範大學的學生楊暘等人聯署，聯名表態稱“要將于丹抵制到底”。
2008春節，于丹卷土重來，以孝敬、智慧、誠信、學習、治世等方面為題，在《百家講壇》上再講《論語》。

### 评价
山东大学教授马瑞芳：“于丹，蒲松龄笔下那些最优美的女性：聪慧美丽，处变不惊，与人为善，口才出众的狐狸精。”
北京大学教授孔庆东：“于丹讲《论语》，孔丘讲周公，都是公德事业，是具有积极意义的大众文化普及工作。如果她哪里讲错了，大家批评指出就是了，天下没有不出错误的学者。于丹的工作，拉近了《论语》跟民众的距离，总体上应该肯定。当年孔子讲的东西，在春秋时期，对当时的老百姓而言也有‘心灵鸡汤’的功能。”

## 家族
祖籍浙江餘姚，是台灣演員張震母親赵欣然的表妹。其父于廉曾任中華書局的副总经理。